# Я розкажу
«Я розкажу» (с укр. — «Я расскажу») — второй студийный альбом украинской певицы Ирины Билык, выпущенный в 1994 году на лейбле NAC. 
В 1992 году певица сняла первое профессиональное видео на песню «Лише твоя» и стала лауреатом международного фестиваля «Песенный Вернисаж. Новая украинская волна». Также же было снято видео на песню с альбома «Божевільна». В преддверии выпуска пластинки было выпущено видео на песню «Нова», впоследствии артистка исполнила её на фестивалях «Мария» и «Славянский базар».

## Отзывы критиков
Геннадий Шостак из «Музыкальной газеты» положительно оценил альбом, отметив разноплановость песен: от лирических до торжественно-патетических и танцевальных. На «пять с плюсом» он оценил и уровень исполнения, и качество аранжировок. Также он рекомендовал всем, кто «зависает на российской попсе», послушать Ирину Билык, поскольку она внесёт в их музыкальный фон «элемент новизны и необычности».
Рецензент портала UMKA в своем ретроспективном обзоре заявил, что на этом альбоме впервые прозвучали песни, которые уже вскоре привели Ирину Билык к настоящей популярности. Также он отметил, что именно на этом альбоме можно ощутить неповторимую прелесть первых аранжировок: они звучат легко, прозрачно, словно страсти ещё не успели разгореться на полную.

## Список композиций
| №                   | Название            | Текст песни                      | Музыка              | Длительность |
| ------------------- | ------------------- | -------------------------------- | ------------------- | ------------ |
| 1.                  | «Лише твоя»         | Ирина Билык                      | Ирина Билык         | 3:54         |
| 2.                  | «Пiсля кохання»     | Ирина Билык                      | Ирина Билык         | 4:40         |
| 3.                  | «Що було»           | Ирина Билык                      | Ирина Билык         | 4:02         |
| 4.                  | «Хай живе надiя»    | Константин Гнатенко              | Ирина Билык         | 4:03         |
| 5.                  | «Я розкажу»         | Константин Гнатенко              | Ирина Билык         | 4:25         |
| 6.                  | «Божевiльна»        | Ирина Билык                      | Ирина Билык         | 5:00         |
| 7.                  | «Нова»              | Ирина Билык                      | Ирина Билык         | 4:45         |
| 8.                  | «Ніч новорічна»     | Ирина Билык, Константин Гнатенко | Ирина Билык         | 3:52         |
| Общая длительность: | Общая длительность: | Общая длительность:              | Общая длительность: | 35:09        |

| №  | Название       | Текст песни | Музыка      | Длительность |
| -- | -------------- | ----------- | ----------- | ------------ |
| 9. | «Нова» (Remix) | Ирина Билык | Ирина Билык | 3:24         |

## Участники записи
- Ирина Билык — вокал
- Жан Болотов — клавишные, программирование, аранжировка (2-8)
- Георгий Учайкин — гитара (1-3, 5-8)
- Алиса Маликова — саксофон (3, 6)
- Олег Кобцев — перкуссия (6)
- Юрий Никитин — бас-гитара (1), продюсер
- Вячеслав Зализняк — ударные (1)
- группа «Цей дощ надовго» — аранжировка (1)
- Олег Барабаш — звукорежиссёр (8)
- Владимир Лещенко — звукорежиссёр (2, 3, 5-7)
- Игорь Прима — звукорежиссёр (4)
- Сергей Рязанцев — звукорежиссёр (1)
- DJ Vova Black’s — ремикс (9)